# 黒木未織
黒木 未織（くろき みおり、1989年3月27日 - ）は、宮崎県宮崎市出身のアーティスト、アイドル、レースクイーン、女性ダンサー、タレント、コレオグラファーである。旧芸名「西山 未織」。
avexアーティストアカデミー東京校出身。ポニーキャニオンアーティスツ所属。『シブヤDOMINION』最年長メンバーであり、振り付け師でもある。元EBAプロダクション→スタイルコーポレーション所属。愛称は「みっぴ」。
アーティスト活動以外にもテレビの音楽番組のバックダンサーや、数々のアーティストのPV、CM出演などをしている。

## 略歴
中学卒業まで宮崎県で育ち、東京の高校に入学するため上京。15歳から1人暮らしをしている。
2005年、avexアーティストアカデミー在学中に、千葉ロッテマリーンズのチアパフォーマーチーム「M☆Splash!!」に所属し1年間活動する。
その後、スカウトによりEBAプロダクションに所属。同所属事務所の美咲亜矢と共に、ダンスボーカルユニット「M式」として活動。年間200本ほどライブを行っていた。振り付けは全て本人が担当。M式解散後、関根沙亜耶と共に「SaMix」を結成するも、ワンマンライブを最後に解散。
2010年2月よりスタイルコーポレーションに所属。同年、スーパー耐久のイメージガールを務めた同社所属のアイドルグループ「JUICY」の楽曲の振付を担当する。
2011年4月、スーパー耐久のイメージガールユニット「S*CREW」（エスクルー）に安枝瞳、山岡実乃里、湯原さきと共に選ばれる。ちなみにメンバーの中では唯一の平成生まれである。
多数のアイドルの振り付けを手掛けており、2011年から元スタイルコーポレーション所属であった佐々木綾美の振り付け・バックダンサーとして、卯月咲と3人でライブ活動を行っていた他、2012年6月からは、元popteenモデル、現ANAPモデルの東條公美のバックDJとしてライブ活動を行っている。
2012年12月10日、赤坂BLITZにて、シブヤDOMINIONメンバーとしての活動が発表された。同時にポニーキャニオンアーティスツへの移籍をブログにて発表。同ユニットの振り付けも本人が担当していたが、2013年12月30日のライブをもってシブヤDOMINIONを卒業。
2014年より、自身が主催するライブイベント『Mippi祭り』を年数回開催している。
2017年6月3日、シブヤDOMINIONに復帰。

## 人物
- 趣味：カラオケ、料理
- 特技：クラシックバレエ、ジャズダンス、料理
- 好きな色はピンク。S*CREWのシンボルカラーとしても使用していた[5]。
- 好きな食べ物はバナナで、毎朝バナナジュースを作るほどである。
- 食べられない物はわさびとからし。
- 4つ下の妹がいる[6]。
- AKB48のチームBオーディションで最終審査まで残っていた他、モーニング娘。HAPPY8期オーディションで3次審査まで残っていた。
- 2007年ワタナベエンターテイメントオーディション審査員特別賞。また、エーチームオーディション最終審査3人に残っていた。
- 2010年、第一回ミスヤングチャンピオンオーディションで最終審査まで残るものの、ファイナリストには選ばれなかった。
- 2歳から、クラシックバレエやピアノ、ダンス、モダンバレエ、水泳、習字を習い、上京するまで毎日塾に通うという生活を送っており幼稚園からお受験で英才教育家庭で育った[7]。
- 母が日本習字の講師である。
- 2012年1月よりDog cafe&barの店長を勤めているが、その後昇格し系列店を経営。
- メスのチワワを2匹飼っており、名前は、ティティと、ポポである。
- ウーパールーパーを飼っており、名前は、ウサギ。
- スタイル所属時の同僚であった高橋莉江[8]と仲良しで、莉江のことを「ハニー」と呼ぶほどである[9]。2014年3月26日のMippi祭りVol.2（於：渋谷LOUNGE NEO）では、S*CREWの同僚だった山岡実乃里と共にゲスト出演した[10]。

## 出演

### CM
- ライオン「Banデオドラントスプレー」（大塚愛出演）
- ロッテ「クーリッシュ」

### 映画
- ワルボロ（2007年・東映） - 生徒役で端役出演

### 舞台
- 双生児（2012年11月29日 - 12月2日、俳優座劇場）
- 浅草あちゃらか（2013年4月25日 - 29日、俳優座劇場） - キャバレーダンサー役